# Hell's Kitchen (Manhattan)
Hell's Kitchen også kendt som Clinton er et kvarter i bydelen West Side på øen Manhattans Midtown i New York City, USA. Området anses traditionelt at ligge mellem 34. og 59. gade og mellem Hudson River og Eight Avenue. 
Området var tidligere et arbejderkvarter med en overvægt at irsk-amerikanere, men har i dag skiftet karakter til en mere fashionabelt område efter byudvikling i 1970'erne. På grund af sin beliggenhed tæt ved Broadway, huser kvarteret mange skuespillere.
TV-serien Daredevil fra 2015 foregår i bydelen.
40°45′51″N 73°59′32″V / 40.7642°N 73.9922°V